# Szalony Kapelusznik (DC Comics)
Szalony Kapelusznik oryg. Mad Hatter (jego alter ego – Jervis Tetch) – fikcyjny superzłoczyńca, pojawiający się w komiksach wydawanych przez DC Comics oraz filmach związanych z postacią Batmana. Jego pierwowzorem był Kapelusznik z książek Lewisa Carrolla Alicja w Krainie Czarów i Po drugiej stronie lustra. Potrafi władać umysłami ludzi za pomocą specjalnie opracowanej technologii hipnotyzującej. 

## Historia
Stworzony przez Billa Fingera i Lewa Sayre’a Schwartza, Szalony Kapelusznik pojawił się po raz pierwszy w komiksie Batman #49 (październik 1948). Jervis Tetch, wzorowany na oryginalnych ilustracjach Alicji w Krainie Czarów autorstwa Johna Tenniela, był pospolitym przestępcą o barwnej tematyzacji, podobnie jak większość czarnych charakterów Batmana ze Złotej Ery Komiksu, któremu zależało bardziej na powszechnym bogactwie niż na konkretnych drobiazgach.
Szalony Kapelusznik pojawił się po raz pierwszy, kiedy Batman powstrzymał go przed kradzieżą trofeum w Gotham. Został osadzony w Azylu Arkham. Ponownie powrócił w Detective Comics #510 (styczeń 1982). porwał Luciusa Foxa z Wayne Enterprises, chcąc tym samym za niego okup. Został powstrzymany przez Batmana, ale wcześniej Tetch użył swojego zaawansowanego ekwipunku, aby nakarmić swój komputer informacjami znajdującymi się w umyśle Foxa.
W komiksie Detective Comics #526 (maj 1983) zadebiutowała jego firmowa broń – urzadzenia do kontroli umysłów. Awansował wtedy z trzecioplanowego przestępcy na drugoplanowego.

## Opis postaci

### Pierwszy Szalony Kapelusznik
Jervis Tetch jest zafascynowany kapeluszami o różnych kształtach i rozmiarach, a także książką dla dzieci Lewisa Carrolla pt. Alicja w Krainie Czarów i jej kontynuacją Po drugiej stronie lustra, szczególnie ceniąc rozdział „Szalone przyjęcie herbaciane”. Cierpi na zaburzenia obsesyjno-kompulsywne oraz manie depresyjną. Zatraca również granicę pomiędzy fikcją a rzeczywistością. Jest gotów na wszystko, by zdobyć to, czego chce. Możliwe, że jego zafascynowanie młodziutką Alicją z książek ma pedofilskie zabarwienie.
Gdy w mieście zaczęło się pojawiać coraz to więcej zamaskowanych przestępców, Tetch został wynajęty przez Carmine’a Falcone’a do napadu na depozyt bankowy w Gotham. W rabunku pomagał mu Strach na Wróble. Obaj zostali unieszkodliwieni przez Batmana i Catwoman. Tetch został odesłany do Azylu Arkham, lecz szybko stamtąd zwiał za sprawą Dwóch Twarzy, który wypuścił wszystkich najgorszych kryminalistów z ośrodka, aby zaatakować z nimi rezydencję Falcone’a. Jak większość przebierańców biorących udział w ataku na budynek, został złapany przez Batmana.
Kolejnym razem Szalonego Kapelusznika można było spotkać z przyrządem kontrolującym umysł, który umieszczał w każdej ze swoich czapek. Tym razem umieścił swój aparat kontrolujący umysł w walkmanach, które dawał młodym dziewczętom z szkoły Dicka Graysona, wtedy pierwszego Robina. Dzięki temu mógł sprzedać dziewczyny prezydentowi Rheelasii, generalissimusowi Lee. Robin przeszkodził jednak skutecznie w planach Tetcha.
Szalony Kapelusznik zaatakował, kiedy Bane wysadził w powietrze część Azylu, będąc jednym z pierwszych uciekinierów, który zaczyna działać. Po zdaniu sprawy, że nie został on uwolniony bezinteresownie, zaczyna dedukować kto stał za zniszczniem Azylu Arkham. Batman i trzeci Robin, Tim Drake, złapali go, a w tym samym czasie Bane brutalnie zabił Film Freaka, wysłannika Szalonego Kapelusznika, zapowiadając Batmanowi, że będzie następny w kolejce po śmierć.
Po trzęsieniu ziemi w Gotham City i uznaniu miasta za Ziemię Niczyją, Tetch sformował swój własny gang, który później został zaatakowany przez Narcosisa. Sprytny Kapelusznik najpierw sprzymierzył się z szaleńcem, by potem go unieszkodliwić (Tetchowi zależało jedynie na jego masce). Kapelusznik zaczął następnie rozsyłać po mieście rozkoszny gaz Narcosisa. Batman zniszczył urządzenia uwalniające gaz i unieszkodliwił Tetcha. Jervisa widziano później w zniszczonym Gotham City, jednakże został szybko złapany przez Supermana.
Po wydarzeniach z Ziemi Niczyjej, Szalony Kapelusznik ponownie uciekł z Arkham i swoje nadajniki umieścił tym razem w biletach przeznaczonych dla policjantów, dzięki czemu przez krótką chwilę miał kontrolę nad większością policjantów i zmusił ich do wykonywania przestępstw. Atak został szybko zaprzestany przez Batmana.
Po zakończeniu największej w historii wojnie gangów w Gotham City, Szalony Kapelusznik rozpoczął pracę dla Czarnej Maski. Za jego sprawą Killer Croc otrzymał wszczepiony do mózgu chip, który na nowo uaktywnił wirus mutacji, który wszczepili mu wcześniej Hush i Riddler. Killer Croc odzyskał jednak panowanie nad swoim umysłem i postanowił się zemścić na swych prześladowcach, zacząwszy od Szalonego Kapelusznika. Batman w porę uratował Tetcha i ten, po ucieczce Killer Croca, wrócił ponownie do Azylu Arkham.

### Drugi Szalony Kapelusznik
Po tym, jak prawdziwy Jervis Tetch został wysłany do Azylu Arkham po swoim debiucie, pojawił się inny przestępca posługujący się pseudonimem Szalony Kapelusznik, podszywający się pod Tetcha. Ten Szalony Kapelusznik pojawił się po raz pierwszy w komiksie Detective Comics #230 (kwiecień 1956) autorstwa Billa Fingera i Sheldona Moldoffa. W przeciwieństwie do poprzenika był wysoki, rudy, krępy i nosił krzykliwe wąsy. Był przede wszystkim złodziejem, którego obsesją było gromadzenie prywatnej kolekcji kapeluszy ze wszystkich krajów, kultur i okresów historycznych. Nakryciem głowy, na którym zależało mu najbardziej, była oczywiście maska Batmana. Często konstruował różne rodzaje broni ukryte w kapeluszach, takie jak miotacze ognia i piły mechaniczne. Przez lata był uznawany za właściwego Jervisa Tetcha, dopóki ten prawdziwy nie pojawił się w komiksie Detective Comics #510 (styczeń 1982). Tetch twierdził, że zabił oszusta, jednakże ten pojawił się jeszcze raz po powrocie poprzednika. W nowszych komiksach tenże Szalony Kapelusznik nosi obecnie pseudonim Hatman.

## Inne media

### Telewizja

#### Live action
- Drugi Szalony Kapelusznik pojawił się w serialu Batman (1966-1968), gdzie wcielił się w niego David Wayne. Mimo, że wzorem komiksu jego prawdziwe personalia to Jervis Tetch, ta interpretacja jest oparta na drugim Szalonym Kapeluszniku, ponieważ serial powstał, zanim ujawniono, że jest on oszustem[3]. Szalony Kapelusznik również jest obsesyjnie skupiony na kradzieży kapeluszy, a szczególnie maski Batmana. Dodatkowo nosi on specjalny cylinder zawierający mechaniczne oczy, które mogą wystrzeliwać hipnotyczne promienie, powodujące utratę przytomności u ofiar. Postać pojawiła się potem w animowanej kontynuacji Batman: Powrót Zamaskowanych Krzyżowców (2016)[9].
- Jervis Tetch pojawia się w serialu Gotham (2014-2019), grany przez Benedicta Samuela[10]. Wprowadzony w trzecim sezonie, ta wersja postaci to profesjonalny hipnotyzer, który potrafi kontrolować umysły ludzi za pomocą swojego głosu oraz specjalnego urządzenia wydającego dźwięk tykania. Jest również znany z tego, że przebiera siebie, swoich pomocników i ofiary za postacie z Alicji w Krainie Czarów. Tworzy także wirusa z krwi swojej siostry Alice, który zamienia ludzi w morderczych maniaków. W czwartym sezonie Tetch dołącza do „Legionu Potworności” Jerome’a Valeski, aby pomóc w szerzeniu chaosu w Gotham, a przydomek „Szalony Kapelusznik” zyskuje od Oswalda Cobblepota.
- W odcinku Batwoman zatytułowanym „Mad as a Hatter” (2021), pojawia się niezależny Szalony Kapelusznik. Nazywa się Liam Crandle psychicznie chorym nastolatkiem i fanem Alice, którą postrzega jako ofiarę społeczeństwa. Po zakupieniu kapelusza Jervisa Tetcha w internecie, wykorzystuje go, by wziąć jako zakładników uczestników ceremonii wręczenia dyplomów Mary Hamilton. Zostaje jednak powstrzymany przez Batwoman, Batwinga i Alice. Crandle trafia do aresztu, a kapelusz Tetcha zostaje skonfiskowany. Rolę Liama odegrał Amitai Marmorstein[8].

#### Animacja
- Szalony Kapelusznik pojawił się w serialu The Adventures of Batman (1968), gdzie głosu użyczył mu Ted Knight[9].
- Pierwszy Szalony Kapelusznik pojawił się w serialu Batman (1992-1995). W wersji tej Jervis Tetch jest niezbyt urodziwym specem komputerowym, który schodzi na ścieżkę przestępczą z powodu nieodwzajemnionej miłości do współpracownicy. Do przestępstw stosuje opracowane przez siebie mikroczipy służące do kontroli umysłów[11]. Głosu użyczył mu Roddy McDowall[2]. Pojawił się później w The New Batman Adventures (1997-1999) Superman (1996-2000)[12]. W obu serialach McDowall powtórzył rolę[9].
- Pierwszy Szalony Kapelusznik pojawił się w serialu Liga Młodych (2010-2012, 2019-2022), gdzie głosu użyczył mu Dwight Schultz[9].
- Drugi Szalony Kapelusznik pojawił się w serialu Batman: Odważni i bezwzględni (2008-2011)[9].
- Pierwszy Szalony Kapelusznik pojawił się w serialu Harley Quinn (2019-2025), gdzie głosu użyczył mu Griffin Newman.

### Filmy
- Pierwszy Szalony Kapelusznik pojawił się w filmie animowanym Batman: Mroczne czasy (2016) jako pracownik Ligi Cieni i jeden z pomagierów Talii al Ghul pomagający zrobić pranie mózgu Hereticowi. Głosu użyczył mu Robin Atkin Downes[9].
- Szalony Kapelusznik pojawił się w filmie animowanym Batman Unlimited: Maszyny kontra Mutanci (2016). Głosu użyczył mu Alastair Duncan[9].

### Gry komputerowe
- Postać ta została wykorzystana w wieloplatformowej przygodowej grze akcji Lego Batman: The Videogame (2008) i jej kontynuacjach Lego Batman 2: DC Super Heroes (2012) i Lego Batman 3: Poza Gotham (2014), w których ma możliwość szybowania, hipnotyzowania i strzelania[1].
- Szalony Kapelusznik z serialu animowanego Batman (1992-1995) pojawił się jako trzeci boss gry platformowej The Adventures of Batman & Robin (1995) w wersji wydanej na konsolę Sega Mega Drive[13].